# Sector estratégico
Sector estratégico es el que se considera de importancia excepcional por razones estratégicas, bien en el sentido de ser esenciales para la seguridad nacional, bien en el sentido de tener importancia crucial para el conjunto de la economía. Se suele invocar esa condición para la intervención económica del estado en esos sectores.
Se suelen incluir como sectores estratégicos la industria armamentística, los transportes (fundamentalmente los ferrocarriles), el sector energético, etc.
- Datos: Q6123313